# Phacopteronidae
Los facopterónidos (Phacopteronidae) son una familia de insectos hemípteros del suborden Sternorrhyncha.

## Géneros
- Cornegenapsylla
- Neophacopteron
- Phacopteron
- Pseudophacopteron